# Élections cantonales de 2011 dans l'Aveyron
Les élections cantonales ont eu lieu les 20 et 27 mars 2011.

## Contexte départemental

### Assemblée départementale sortante
Avant les élections, le conseil général de l'Aveyron est présidé par Jean-Claude Luche (DVD). Il comprend 46 conseillers généraux issus des 46 cantons de l'Aveyron. 23 d'entre eux sont renouvelables lors de ces élections. 
| Parti                             | Sigle | Élus |
| --------------------------------- | ----- | ---- |
| Majorité (25 sièges)              |       |      |
| Union pour un mouvement populaire | UMP   | 13   |
| Divers droite                     | DVD   | 11   |
| Mouvement démocrate               | MoDem | 1    |
| Opposition (21 sièges)            |       |      |
| Parti socialiste                  | PS    | 12   |
| Divers gauche                     | DVG   | 5    |
| Parti radical de gauche           | PRG   | 2    |
| Parti de gauche                   | PG    | 1    |
| Europe Écologie Les Verts         | EELV  | 1    |
| Président du Conseil général      |       |      |
| Jean-Claude Luche (DVD)           |       |      |

## Résultats à l'échelle du département

### Résultats en nombre de sièges
| Parti | Sièges mis en jeu | Élus | Évolution |
| ----- | ----------------- | ---- | --------- |
| PS    | 5                 | 4    | -1        |
| UMP   | 7                 | 3    | -4        |
| DVD   | 6                 | 11   | +5        |
| MoDem | 1                 | 0    | -1        |
| DVG   | 1                 | 2    | +1        |
| PRG   | 1                 | 2    | +1        |
| EÉLV  | 1                 | 0    | -1        |

### Assemblée départementale à l'issue des élections
| Parti                             | Sigle | Élus |
| --------------------------------- | ----- | ---- |
| Majorité (25 sièges)              |       |      |
| Divers droite                     | DVD   | 19   |
| Union pour un mouvement populaire | UMP   | 5    |
| Nouveau Centre                    | NC    | 1    |
| Opposition (21 sièges)            |       |      |
| Parti socialiste                  | PS    | 14   |
| Divers gauche                     | DVG   | 4    |
| Parti radical de gauche           | PRG   | 2    |
| Parti de gauche                   | PG    | 1    |
| Président du Conseil général      |       |      |
| Jean-Claude Luche (DVD)           |       |      |

## Résultats par canton

### Canton de Belmont-sur-Rance
| Candidats      | Candidats          | Étiquette      | Premier tour | Premier tour |
| Candidats      | Candidats          | Étiquette      | Voix         | %            |
| -------------- | ------------------ | -------------- | ------------ | ------------ |
|                | Monique Aliès*     | DVD            | 751          | 50,95        |
|                | Jean-Louis Cabanes | PS             | 641          | 43,49        |
|                | Nicole Couffin     | FG PCF         | 82           | 5,56         |
|                |                    |                |              |              |
| Inscrits       | Inscrits           | Inscrits       | 2 249        | 100,00       |
| Abstentions    | Abstentions        | Abstentions    | 706          | 31,39        |
| Votants        | Votants            | Votants        | 1 543        | 68,61        |
| Blancs et nuls | Blancs et nuls     | Blancs et nuls | 69           | 4,47         |
| Exprimés       | Exprimés           | Exprimés       | 1 474        | 95,53        |

* sortant

### Canton de Bozouls
| Candidats      | Candidats          | Étiquette      | Premier tour | Premier tour | Second tour | Second tour |
| Candidats      | Candidats          | Étiquette      | Voix         | %            | Voix        | %           |
| -------------- | ------------------ | -------------- | ------------ | ------------ | ----------- | ----------- |
|                | Jean-Michel Lalle* | UMP            | 1 521        | 48,67        | 1 728       | 55,99       |
|                | Philippe Carrière  | PRG            | 609          | 19,49        | 1 358       | 44,01       |
|                | Christian Couderc  | PS             | 532          | 17,02        |             |             |
|                | Claudine Bonhomme  | EÉLV           | 257          | 8,22         |             |             |
|                | Grégory Poczernin  | PG             | 206          | 6,59         |             |             |
|                |                    |                |              |              |             |             |
| Inscrits       | Inscrits           | Inscrits       | 5 600        | 100,00       | 5 597       | 100,00      |
| Abstentions    | Abstentions        | Abstentions    | 2 357        | 42,09        | 2 387       | 42,65       |
| Votants        | Votants            | Votants        | 3 243        | 57,91        | 3 210       | 57,35       |
| Blancs et nuls | Blancs et nuls     | Blancs et nuls | 118          | 3,64         | 124         | 3,86        |
| Exprimés       | Exprimés           | Exprimés       | 3 125        | 96,36        | 3 086       | 96,14       |

*sortant

### Canton de Campagnac
| Candidats      | Candidats              | Étiquette      | Premier tour | Premier tour |
| Candidats      | Candidats              | Étiquette      | Voix         | %            |
| -------------- | ---------------------- | -------------- | ------------ | ------------ |
|                | Pierre-Marie Blanquet* | DVD            | 552          | 51,83        |
|                | Sébastien Cros         | DVG            | 457          | 42,91        |
|                | André Perez            | FG PCF         | 56           | 5,26         |
|                |                        |                |              |              |
| Inscrits       | Inscrits               | Inscrits       | 1 493        | 100,00       |
| Abstentions    | Abstentions            | Abstentions    | 390          | 26,12        |
| Votants        | Votants                | Votants        | 1 103        | 73,88        |
| Blancs et nuls | Blancs et nuls         | Blancs et nuls | 38           | 3,45         |
| Exprimés       | Exprimés               | Exprimés       | 1 065        | 96,55        |

*sortant

### Canton d'Entraygues-sur-Truyère
| Candidats      | Candidats              | Étiquette      | Premier tour | Premier tour | Second tour | Second tour |
| Candidats      | Candidats              | Étiquette      | Voix         | %            | Voix        | %           |
| -------------- | ---------------------- | -------------- | ------------ | ------------ | ----------- | ----------- |
|                | Jean-François Albespy* | DVD            | 587          | 42,54        | 823         | 63,07       |
|                | Guilhem Serieys        | PG             | 310          | 22,46        | 482         | 36,93       |
|                | Pierre Laurens         | DVD            | 349          | 25,29        |             |             |
|                | Béatrice Orozsco       | PS             | 134          | 9,71         |             |             |
|                |                        |                |              |              |             |             |
| Inscrits       | Inscrits               | Inscrits       | 2 154        | 100,00       | 2 154       | 100,00      |
| Abstentions    | Abstentions            | Abstentions    | 718          | 33,33        | 763         | 35,42       |
| Votants        | Votants                | Votants        | 1 436        | 66,67        | 1 391       | 64,58       |
| Blancs et nuls | Blancs et nuls         | Blancs et nuls | 56           | 3,90         | 86          | 6,18        |
| Exprimés       | Exprimés               | Exprimés       | 1 380        | 96,10        | 1 305       | 93,82       |

*sortant

### Canton d'Estaing
| Candidats      | Candidats            | Étiquette      | Premier tour | Premier tour |
| Candidats      | Candidats            | Étiquette      | Voix         | %            |
| -------------- | -------------------- | -------------- | ------------ | ------------ |
|                | Jean-Claude Anglars* | DVD            | 1 297        | 83,19        |
|                | Patrick Palisson     | PS             | 197          | 12,64        |
|                | Jean-Louis Chauchard | FG PCF         | 65           | 4,17         |
|                |                      |                |              |              |
| Inscrits       | Inscrits             | Inscrits       | 2 574        | 100,00       |
| Abstentions    | Abstentions          | Abstentions    | 945          | 36,71        |
| Votants        | Votants              | Votants        | 1 629        | 63,29        |
| Blancs et nuls | Blancs et nuls       | Blancs et nuls | 70           | 4,30         |
| Exprimés       | Exprimés             | Exprimés       | 1 559        | 95,70        |

*sortant

### Canton de Salvetat-Peyralès
| Candidats      | Candidats        | Étiquette      | Premier tour | Premier tour |
| Candidats      | Candidats        | Étiquette      | Voix         | %            |
| -------------- | ---------------- | -------------- | ------------ | ------------ |
|                | André At*        | UMP            | 861          | 62,94        |
|                | Catherine Ichard | DVG            | 507          | 37,06        |
|                |                  |                |              |              |
| Inscrits       | Inscrits         | Inscrits       | 1 745        | 100,00       |
| Abstentions    | Abstentions      | Abstentions    | 353          | 20,23        |
| Votants        | Votants          | Votants        | 1 392        | 79,77        |
| Blancs et nuls | Blancs et nuls   | Blancs et nuls | 24           | 1,72         |
| Exprimés       | Exprimés         | Exprimés       | 1 368        | 98,28        |

*sortant

### Canton de Laguiole
| Candidats      | Candidats                 | Étiquette      | Premier tour | Premier tour | Second tour | Second tour |
| Candidats      | Candidats                 | Étiquette      | Voix         | %            | Voix        | %           |
| -------------- | ------------------------- | -------------- | ------------ | ------------ | ----------- | ----------- |
|                | Vincent Alazard           | DVD            | 599          | 41,86        | 815         | 59,75       |
|                | Joseph Chauffour          | DVD            | 280          | 19,57        | 549         | 40,25       |
|                | Françoise Cros-Chayrigues | DVD            | 189          | 13,21        |             |             |
|                | Benoît Revel              | DVG            | 189          | 13,21        |             |             |
|                | Florence Bermon           | DVD            | 149          | 10,41        |             |             |
|                | Fabien Desse              | FG PG          | 25           | 1,75         |             |             |
|                |                           |                |              |              |             |             |
| Inscrits       | Inscrits                  | Inscrits       | 1 999        | 100,00       | 1 999       | 100,00      |
| Abstentions    | Abstentions               | Abstentions    | 537          | 26,86        | 520         | 26,01       |
| Votants        | Votants                   | Votants        | 1 462        | 73,14        | 1 479       | 73,99       |
| Blancs et nuls | Blancs et nuls            | Blancs et nuls | 31           | 2,12         | 115         | 7,78        |
| Exprimés       | Exprimés                  | Exprimés       | 1 431        | 97,88        | 1 364       | 92,22       |

### Canton de Laissac
| Candidats      | Candidats        | Étiquette      | Premier tour | Premier tour |
| Candidats      | Candidats        | Étiquette      | Voix         | %            |
| -------------- | ---------------- | -------------- | ------------ | ------------ |
|                | Jean-Paul Peyrac | DVD            | 1 242        | 50,20        |
|                | Guy Benoit       | DVG            | 927          | 37,47        |
|                | Jean-Léon Miquel | FN             | 221          | 8,93         |
|                | Freddy Ricci     | FG PCF         | 84           | 3,40         |
|                |                  |                |              |              |
| Inscrits       | Inscrits         | Inscrits       | 3 683        | 100,00       |
| Abstentions    | Abstentions      | Abstentions    | 1 104        | 29,98        |
| Votants        | Votants          | Votants        | 2 579        | 70,02        |
| Blancs et nuls | Blancs et nuls   | Blancs et nuls | 105          | 4,07         |
| Exprimés       | Exprimés         | Exprimés       | 2 474        | 95,93        |

### Canton de Marcillac-Vallon
| Candidats      | Candidats           | Étiquette      | Premier tour | Premier tour |
| Candidats      | Candidats           | Étiquette      | Voix         | %            |
| -------------- | ------------------- | -------------- | ------------ | ------------ |
|                | Anne Gaben Toutant* | PS             | 2 472        | 61,48        |
|                | Sébastien Podetti   | UMP            | 1 156        | 28,75        |
|                | Ghislaine Cerles    | FG PCF         | 393          | 9,77         |
|                |                     |                |              |              |
| Inscrits       | Inscrits            | Inscrits       | 7 797        | 100,00       |
| Abstentions    | Abstentions         | Abstentions    | 3 490        | 44,76        |
| Votants        | Votants             | Votants        | 4 307        | 55,24        |
| Blancs et nuls | Blancs et nuls      | Blancs et nuls | 286          | 6,64         |
| Exprimés       | Exprimés            | Exprimés       | 4 021        | 93,36        |

*sortant

### Canton de Millau-Ouest
| Candidats      | Candidats                | Étiquette      | Premier tour | Premier tour | Second tour | Second tour |
| Candidats      | Candidats                | Étiquette      | Voix         | %            | Voix        | %           |
| -------------- | ------------------------ | -------------- | ------------ | ------------ | ----------- | ----------- |
|                | Jean-Dominique Gonzales* | PS             | 1 838        | 27,81        | 3 318       | 50,49       |
|                | Philippe Ramondenc       | DVD            | 1 694        | 25,63        | 3 253       | 49,51       |
|                | Léon Maille              | EÉLV           | 1 063        | 16,08        |             |             |
|                | Jean-Pierre Auregan      | FN             | 938          | 14,19        |             |             |
|                | Martine Perez            | FG PCF         | 443          | 6,70         |             |             |
|                | Alain Nayrac             | M-NC           | 384          | 5,81         |             |             |
|                | Christian Barbut         | NPA            | 249          | 3,77         |             |             |
|                |                          |                |              |              |             |             |
| Inscrits       | Inscrits                 | Inscrits       | 14 034       | 100,00       | 14 031      | 100,00      |
| Abstentions    | Abstentions              | Abstentions    | 7 155        | 50,98        | 6 868       | 48,95       |
| Votants        | Votants                  | Votants        | 6 879        | 49,02        | 7 163       | 51,05       |
| Blancs et nuls | Blancs et nuls           | Blancs et nuls | 270          | 3,92         | 592         | 8,26        |
| Exprimés       | Exprimés                 | Exprimés       | 6 609        | 96,08        | 6 571       | 91,74       |

*sortant

### Canton de Montbazens
| Candidats      | Candidats      | Étiquette      | Premier tour | Premier tour |
| Candidats      | Candidats      | Étiquette      | Voix         | %            |
| -------------- | -------------- | -------------- | ------------ | ------------ |
|                | Gisèle Rigal*  | DVD            | 2 102        | 53,90        |
|                | Patrick Maviel | DVG            | 1 568        | 40,21        |
|                | Stéphane Hervé | FG PCF         | 230          | 5,90         |
|                |                |                |              |              |
| Inscrits       | Inscrits       | Inscrits       | 5 621        | 100,00       |
| Abstentions    | Abstentions    | Abstentions    | 1 643        | 29,23        |
| Votants        | Votants        | Votants        | 3 978        | 70,77        |
| Blancs et nuls | Blancs et nuls | Blancs et nuls | 78           | 1,96         |
| Exprimés       | Exprimés       | Exprimés       | 3 900        | 98,04        |

*sortant

### Canton de Mur-de-Barrez
| Candidats      | Candidats                | Étiquette      | Premier tour | Premier tour | Second tour | Second tour |
| Candidats      | Candidats                | Étiquette      | Voix         | %            | Voix        | %           |
| -------------- | ------------------------ | -------------- | ------------ | ------------ | ----------- | ----------- |
|                | Daniel Tarrisse          | PS             | 798          | 41,63        | 1 065       | 53,41       |
|                | Pierre Miquel            | DVD            | 664          | 34,64        | 929         | 46,59       |
|                | Marie-Pierre Guimontheil | DVD            | 269          | 14,03        |             |             |
|                | Joseph Chayrigues        | DVD            | 186          | 9,70         |             |             |
|                |                          |                |              |              |             |             |
| Inscrits       | Inscrits                 | Inscrits       | 2 569        | 100,00       | 2 568       | 100,00      |
| Abstentions    | Abstentions              | Abstentions    | 626          | 24,37        | 550         | 21,42       |
| Votants        | Votants                  | Votants        | 1 943        | 75,63        | 2 018       | 78,58       |
| Blancs et nuls | Blancs et nuls           | Blancs et nuls | 26           | 1,34         | 24          | 1,19        |
| Exprimés       | Exprimés                 | Exprimés       | 1 917        | 98,66        | 1 994       | 98,81       |

### Canton de Najac
| Candidats      | Candidats       | Étiquette      | Premier tour | Premier tour |
| Candidats      | Candidats       | Étiquette      | Voix         | %            |
| -------------- | --------------- | -------------- | ------------ | ------------ |
|                | Bernard Vidal*  | DVG            | 1 383        | 59,97        |
|                | Daniel Carré    | DVD            | 765          | 33,17        |
|                | Martine Lescure | FG PCF         | 158          | 6,85         |
|                |                 |                |              |              |
| Inscrits       | Inscrits        | Inscrits       | 3 431        | 100,00       |
| Abstentions    | Abstentions     | Abstentions    | 1 057        | 30,81        |
| Votants        | Votants         | Votants        | 2 374        | 69,19        |
| Blancs et nuls | Blancs et nuls  | Blancs et nuls | 68           | 2,86         |
| Exprimés       | Exprimés        | Exprimés       | 2 306        | 97,14        |

*sortant

### Canton de Nant
| Candidats      | Candidats              | Étiquette      | Premier tour | Premier tour | Second tour | Second tour |
| Candidats      | Candidats              | Étiquette      | Voix         | %            | Voix        | %           |
| -------------- | ---------------------- | -------------- | ------------ | ------------ | ----------- | ----------- |
|                | Jean-François Galliard | DVD            | 734          | 39,17        | 1 060       | 55,12       |
|                | Bernard Saquet         | PS             | 592          | 31,59        | 863         | 44,88       |
|                | Solveig Letort         | EÉLV           | 302          | 16,12        |             |             |
|                | Albert Malie           | FN             | 129          | 6,88         |             |             |
|                | Anne-Marie Juanaberria | FG PCF         | 117          | 6,24         |             |             |
|                |                        |                |              |              |             |             |
| Inscrits       | Inscrits               | Inscrits       | 2 776        | 100,00       | 2 776       | 100,00      |
| Abstentions    | Abstentions            | Abstentions    | 849          | 30,58        | 735         | 26,48       |
| Votants        | Votants                | Votants        | 1 927        | 69,42        | 2 041       | 73,52       |
| Blancs et nuls | Blancs et nuls         | Blancs et nuls | 53           | 2,75         | 118         | 5,78        |
| Exprimés       | Exprimés               | Exprimés       | 1 874        | 97,25        | 1 923       | 94,22       |

### Canton de Naucelle
| Candidats      | Candidats           | Étiquette      | Premier tour | Premier tour |
| Candidats      | Candidats           | Étiquette      | Voix         | %            |
| -------------- | ------------------- | -------------- | ------------ | ------------ |
|                | Jean-Pierre Mazars* | PRG            | 1 815        | 62,09        |
|                | Bernard Mazars      | DVD            | 1 108        | 37,91        |
|                |                     |                |              |              |
| Inscrits       | Inscrits            | Inscrits       | 4 316        | 100,00       |
| Abstentions    | Abstentions         | Abstentions    | 1 248        | 28,92        |
| Votants        | Votants             | Votants        | 3 068        | 71,08        |
| Blancs et nuls | Blancs et nuls      | Blancs et nuls | 145          | 4,73         |
| Exprimés       | Exprimés            | Exprimés       | 2 923        | 95,27        |

*sortant

### Canton de Pont-de-Salars
| Candidats      | Candidats          | Étiquette      | Premier tour | Premier tour |
| Candidats      | Candidats          | Étiquette      | Voix         | %            |
| -------------- | ------------------ | -------------- | ------------ | ------------ |
|                | Alain Pichon*      | DVG            | 1 756        | 50,42        |
|                | André Ferrier      | AUT            | 744          | 21,36        |
|                | Elian Gaudy        | PS             | 705          | 20,24        |
|                | Catherine Fauvelle | EÉLV           | 182          | 5,23         |
|                | Gérard Unal        | FG PCF         | 96           | 2,76         |
|                |                    |                |              |              |
| Inscrits       | Inscrits           | Inscrits       | 5 601        | 100,00       |
| Abstentions    | Abstentions        | Abstentions    | 2 011        | 35,90        |
| Votants        | Votants            | Votants        | 3 590        | 64,10        |
| Blancs et nuls | Blancs et nuls     | Blancs et nuls | 107          | 2,98         |
| Exprimés       | Exprimés           | Exprimés       | 3 483        | 97,02        |

*sortant

### Canton de Rodez-Est
| Candidats      | Candidats               | Étiquette      | Premier tour | Premier tour | Second tour | Second tour |
| Candidats      | Candidats               | Étiquette      | Voix         | %            | Voix        | %           |
| -------------- | ----------------------- | -------------- | ------------ | ------------ | ----------- | ----------- |
|                | Bernard Saules          | DVD            | 1 628        | 39,78        | 2 205       | 52,30       |
|                | Stéphane Bultel*        | PS             | 1 288        | 31,48        | 2 011       | 47,70       |
|                | Emily Teyssedre-Jullian | EÉLV           | 621          | 15,18        |             |             |
|                | Emmanuel Liraud         | PG             | 307          | 7,50         |             |             |
|                | Gérard Galtier          | DVG            | 248          | 6,06         |             |             |
|                |                         |                |              |              |             |             |
| Inscrits       | Inscrits                | Inscrits       | 9 276        | 100,00       | 9 276       | 100,00      |
| Abstentions    | Abstentions             | Abstentions    | 5 008        | 53,99        | 4 819       | 51,95       |
| Votants        | Votants                 | Votants        | 4 268        | 46,01        | 4 457       | 48,05       |
| Blancs et nuls | Blancs et nuls          | Blancs et nuls | 176          | 4,12         | 241         | 5,41        |
| Exprimés       | Exprimés                | Exprimés       | 4 092        | 95,88        | 4 216       | 94,59       |

*sortant

### Canton de Saint-Affrique
| Candidats      | Candidats       | Étiquette      | Premier tour | Premier tour | Second tour | Second tour |
| Candidats      | Candidats       | Étiquette      | Voix         | %            | Voix        | %           |
| -------------- | --------------- | -------------- | ------------ | ------------ | ----------- | ----------- |
|                | Jean-Luc Malet* | PS             | 2 329        | 41,68        | 3 370       | 62,25       |
|                | Sébastien David | DVD            | 1 572        | 28,13        | 2 044       | 37,75       |
|                | Guy Bessiere    | DVG            | 1 023        | 18,31        |             |             |
|                | Didier Bezes    | FG PCF         | 664          | 11,88        |             |             |
|                |                 |                |              |              |             |             |
| Inscrits       | Inscrits        | Inscrits       | 9 539        | 100,00       | 9 540       | 100,00      |
| Abstentions    | Abstentions     | Abstentions    | 3 637        | 38,13        | 3 655       | 38,31       |
| Votants        | Votants         | Votants        | 5 902        | 61,87        | 5 885       | 61,69       |
| Blancs et nuls | Blancs et nuls  | Blancs et nuls | 314          | 5,32         | 471         | 8,00        |
| Exprimés       | Exprimés        | Exprimés       | 5 588        | 94,68        | 5 414       | 92,00       |

*sortant

### Canton de Saint-Amans-des-Cots
| Candidats      | Candidats          | Étiquette      | Premier tour | Premier tour |
| Candidats      | Candidats          | Étiquette      | Voix         | %            |
| -------------- | ------------------ | -------------- | ------------ | ------------ |
|                | René Lavastrou*    | UMP            | 1 040        | 79,27        |
|                | Jean-Louis Stalder | PS             | 229          | 17,45        |
|                | Martial Cabantous  | FG PCF         | 43           | 3,28         |
|                |                    |                |              |              |
| Inscrits       | Inscrits           | Inscrits       | 2 019        | 100,00       |
| Abstentions    | Abstentions        | Abstentions    | 651          | 32,24        |
| Votants        | Votants            | Votants        | 1 368        | 67,76        |
| Blancs et nuls | Blancs et nuls     | Blancs et nuls | 56           | 4,09         |
| Exprimés       | Exprimés           | Exprimés       | 1 312        | 95,91        |

*sortant

### Canton de Saint-Sernin-sur-Rance
| Candidats      | Candidats        | Étiquette      | Premier tour | Premier tour |
| Candidats      | Candidats        | Étiquette      | Voix         | %            |
| -------------- | ---------------- | -------------- | ------------ | ------------ |
|                | Annie Bel        | DVD            | 1 156        | 56,03        |
|                | Claude Boyer*    | EÉLV           | 800          | 38,78        |
|                | Françoise Juelle | FG PCF         | 107          | 5,19         |
|                |                  |                |              |              |
| Inscrits       | Inscrits         | Inscrits       | 3 038        | 100,00       |
| Abstentions    | Abstentions      | Abstentions    | 870          | 28,64        |
| Votants        | Votants          | Votants        | 2 168        | 71,36        |
| Blancs et nuls | Blancs et nuls   | Blancs et nuls | 105          | 4,84         |
| Exprimés       | Exprimés         | Exprimés       | 2 063        | 95,16        |

*sortant

### Canton de Vézins-de-Lévézou
| Candidats      | Candidats          | Étiquette      | Premier tour | Premier tour |
| Candidats      | Candidats          | Étiquette      | Voix         | %            |
| -------------- | ------------------ | -------------- | ------------ | ------------ |
|                | Arnaud Viala*      | DVD            | 786          | 67,82        |
|                | Olivier Monteillet | DVD            | 281          | 24,25        |
|                | Ahmed Eddarraz     | PS             | 46           | 3,97         |
|                | Georges Gaubert    | FG PCF         | 46           | 3,97         |
|                |                    |                |              |              |
| Inscrits       | Inscrits           | Inscrits       | 1 449        | 100,00       |
| Abstentions    | Abstentions        | Abstentions    | 264          | 18,22        |
| Votants        | Votants            | Votants        | 1 185        | 81,78        |
| Blancs et nuls | Blancs et nuls     | Blancs et nuls | 26           | 2,19         |
| Exprimés       | Exprimés           | Exprimés       | 1 159        | 97,81        |

*sortant

### Canton de Villefranche-de-Rouergue
| Candidats      | Candidats       | Étiquette      | Premier tour | Premier tour | Second tour | Second tour |
| Candidats      | Candidats       | Étiquette      | Voix         | %            | Voix        | %           |
| -------------- | --------------- | -------------- | ------------ | ------------ | ----------- | ----------- |
|                | Serge Roques    | UMP            | 2 778        | 42,12        | 3 150       | 45,21       |
|                | Éric Cantournet | PRG            | 1 632        | 24,75        | 3 818       | 54,79       |
|                | Claude Penel*   | PS             | 1 573        | 23,85        |             |             |
|                | Patrick Cabande | FG PCF         | 312          | 4,73         |             |             |
|                | Alain Viguier   | NPA            | 300          | 4,55         |             |             |
|                |                 |                |              |              |             |             |
| Inscrits       | Inscrits        | Inscrits       | 12 758       | 100,00       | 12 755      | 100,00      |
| Abstentions    | Abstentions     | Abstentions    | 5 916        | 46,37        | 5 548       | 43,50       |
| Votants        | Votants         | Votants        | 6 842        | 53,63        | 7 207       | 56,50       |
| Blancs et nuls | Blancs et nuls  | Blancs et nuls | 247          | 3,61         | 239         | 3,32        |
| Exprimés       | Exprimés        | Exprimés       | 6 595        | 96,39        | 6 968       | 96,68       |

*sortant